# Nackawic
Nackawic es un pueblo ubicado en el condado de York, en la provincia canadiense de Nuevo Brunswick. En el Censo de 2011 tenía una población de 1.049 habitantes y una densidad poblacional de 62,0 personas por km².

## Geografía
Nackawic se encuentra ubicado en las coordenadas 45°53′30″N 67°14′42″O / 45.89167, -67.24500. Según Statistics Canada, la localidad tiene un área total de 5,34 km² (2,1 mi²).

## Demografía
En el Censo de 2011, la población de Nackawic era de 1.049 habitantes, los cuales vivían en 132 viviendas de las 150 en total. Con una superficie de 8,40 km², tenía una densidad de población de 124,9/km² en 2011.